# ゴジラvsコング
『ゴジラvsコング』（ゴジラブイエスコング または ゴジラたいコング、原題：Godzilla vs. Kong）は、2021年のアメリカ合衆国の怪獣映画。『モンスター・ヴァース』の4作目。日本映画のシリーズ『ゴジラ』のリブート作品である。また、アメリカ合衆国の映画シリーズ『キングコング』のリブート作品である。
監督はアダム・ウィンガード、脚本はエリック・ピアソンとマックス・ボレンスタインが務め、アレクサンダー・スカルスガルド、ミリー・ボビー・ブラウン、レベッカ・ホール、ブライアン・タイリー・ヘンリー、小栗旬が出演した。
主な撮影はハワイ州、オーストラリア、香港で行なわれた。COVID-19パンデミックの影響で2020年11月の公開予定から延期されており、2021年3月24日にヨーロッパと台湾で初公開され、3月31日にアメリカで劇場とHBO Maxでの公開を経て、日本では7月2日公開。ワーナー・ブラザースとレジェンダリー・ピクチャーズが共同製作し、日本では東宝、日本を除く世界ではワーナーが配給する。

## ストーリー
ゴジラが怪獣の王として君臨してから5年後の2024年、コングとゴジラに古くから因縁があることが判明し、怪獣の調査を行っている研究機関「モナーク」は髑髏島に第236前哨基地を設置し、ゴジラから守る名目でコングを収容した。しかし既に基地内では収容できないレベルに巨大化したコングにとっては、ただ苛立ちを募らせるだけだった。
同じころ、陰謀論者のバーニー・ヘイズは、巨大テクノロジー企業「エイペックス・サイバネティクス」が何かを企んでいることを突き止め、5年前から技師としてペンサコーラにある本社に潜入し調査を行っていた。だがそこに突如としてゴジラが襲撃、命からがら生還したバーニーは、破壊し尽くされた社内で謎の装置を発見する。
その後、エイペックスのCEOのウォルター・シモンズと、5年前に亡くなったモナークの生物学者・芹沢猪四郎博士の息子である芹沢蓮は、かつてモナークに所属していたネイサン・リンドのもとへ訪れる。二人はゴジラを倒す新兵器製作のため、怪獣たちの故郷であり彼らの力の源がある地底に存在する空洞であるホロウ・アースを目指しており、それを承諾したネイサンは、かつての同僚であるアイリーン・アンドリュースの協力を経て、コングの帰巣本能を利用してホロウ・アースを探索しようと決める。
調査隊にはネイサンとアイリーンに加え、ウォルターの娘マイア、コングと共に育った少女ジアが加わり、一行は大艦隊でコングを髑髏島から南極へ移送する。だが南極まであと少しとなったタスマン海にて、コングが島から出てきたことを察知したゴジラが襲撃、両者の激しい戦いが幕を開ける。
一方、ゴジラに特別な思いを寄せていたマディソン・ラッセルは、ゴジラが人間たちを襲った理由を突き止めるべく友人のジョシュ・ヴァレンタインとともにバーニーに協力を申し出る。ゴジラに破壊されたエイペックス本社に3人で潜入して陰謀を突き止めようとする中、ひょんなことから香港にあるエイペックスの秘密の研究所へと辿り着く。そこに隠されていたのは、かつてゴジラとの戦いに敗れ死亡した「モンスター・ゼロ」ことギドラの頭を素体としてエイペックスが開発した対ゴジラ兵器・メカゴジラであった。
コングと香港で対決していたゴジラの前にメカゴジラが出現し、圧倒的な戦闘力にゴジラは苦戦を強いられる。だが、コングがジアの説得によって参戦する。ゴジラと共闘したコングは、メカゴジラを撃破する。

## キャスト
ネイサン・リンド
演 - アレクサンダー・スカルスガルド、日本語吹替 - 津田健次郎
本作品の主人公。元モナークの地質学者で、現在はデナム論理科学大学に勤務している教授。
地球空洞説を唱え、ホロウ・アースの調査を夢見ていたが、共同研究者だった兄がホロウ・アースの特殊な重力によって事故死したために断念してきた。
渋々とした性格ながらも、ウォルターたちの説得を受け、ホロウ・アースへの探索とコングの移送の責任者として一行をまとめる。

マディソン・ラッセル
演 - ミリー・ボビー・ブラウン、日本語吹替 - 芦田愛菜
前作のヒロインで、本作品ではもう一人の主人公として登場。
5年前の戦いで結果的にゴジラに救われたため、突如として彼が人類を襲うようになった理由を解明しようとする。

アイリーン・アンドリューズ
演 - レベッカ・ホール、日本語吹替 - 坂本真綾
モナークの人類言語学者で、髑髏島にてコングの研究・監視を行っている。
孤児となったジアを養子にし、彼女を守ることを誓った。
元同僚であるネイサンの計画については、コングを利用するつもりかと当初は反対するものの、最早髑髏島では彼を収容できないことも理解していたので、コングを本来の故郷に返そうと協力することになる。

バーニー・ヘイズ
演 - ブライアン・タイリー・ヘンリー、日本語吹替 - 尾上松也
怪獣たちに関する陰謀を主張する陰謀論者。ポッドキャスト「大怪獣の真実」を配信しながら持論を語っており、マディソンもその視聴者の一人。
エイペックス・サイバネティクスが怪獣に関係した何かを企んでいることに気付き、5年前から技術者として潜入して調査を行ってきた。
エマ・ラッセルを信奉しており、当初は協力を申し出てきたマディソンらを追い返そうとするも、彼女がエマの娘だと知ると一転して受け入れ、3人で真実を明らかにしようとする。

ウォルター・シモンズ
演 - デミアン・ビチル、日本語吹替 - 山路和弘
大手テクノロジー企業であるエイペックス・サイバネティクスのCEOで、マイアの父親。2019年の騒動以降、モナークとは協力関係にある。

芹沢蓮 / レン・セリザワ
演 - 小栗旬
かつてモナークの主要メンバーだった芹沢猪四郎博士の息子で、エイペックス・サイバネティクスの主任研究員。メカゴジラを操縦する。

マイア・シモンズ
演 - エイザ・ゴンザレス、日本語吹替 - 田中みな実
ウォルターの娘で、エイペックス・サイバネティクスの重役。男勝りな性格のキャリアウーマン気質。
ネイサンたちと共にコングの地下空洞世界への移送に協力するが、コングのことはただの猿と見下していた。

ジョシュ・ヴァレンタイン
演 - ジュリアン・デニソン、日本語吹替 - 田中裕二（爆笑問題）
マディソンの友人で、彼女に好意を抱いている。
マディソンやバーニーと共に、ゴジラの暴れる原因やエイペックスの陰謀を突き止めようとする。

マーク・ラッセル
演 - カイル・チャンドラー、日本語吹替 - 田中圭
前作の主人公で、マディソンの父親。本作品では再びモナークに復帰し、生物学者としてゴジラが暴れる原因を突き止めようとする。

ジア
演 - カイリー・ホットル、日本語吹替 - 言語版流用
髑髏島の先住民イーウィス族の少女。耳に障害を抱えており、アイリーンから教えてもらったアメリカ手話で会話する。
彼女の両親を含めた他のイーウィス族は『Kingdom Kong』にて髑髏島を襲撃した怪獣・カマソッソが呼び寄せた嵐によって全滅しており、以来アイリーンが養母となって彼女を養育してきた。
そのカマソッソ襲来の際にコングに助けられ、以来彼とは特別な絆を築いでいる。

ギラーミン
演 - ランス・レディック、日本語吹替 - 笠井信輔
現在のモナークの指揮官で、元政治家。

ウィルコックス提督
演 - ハキーム・ケイ＝カジーム、日本語吹替 - 山野井仁
コング輸送艦隊の司令官。

ジェイ・ウェイン
演 - ロニー・チェン、日本語吹替 - 高橋英則

ベン
演 - クリス・チョーク、日本語吹替 - 濱野大輝

エマ・ラッセル
演 - ヴェラ・ファーミガ（カメオ出演）
マディソンの母親で、マークの妻。前作にてギドラを復活させて世界を危機に陥れた張本人。本作品では既に故人。
全人類を抹殺しようとした大悪党として知られる一方、バーニーのように英雄と信奉する者も多い。

## 登場怪獣
本作品で登場する主な怪獣はゴジラとコングの2体。彼らは太古の昔から「因縁の宿敵」という関係であり、互いの存在を敏感に感知する場面が度々見られる。
ゴジラ / GODZXILLA
地球上が天然の放射能に満ち、巨大生物が跋扈していたペルム紀の生態系の頂点に君臨していた種族の末裔。『キング・オブ・モンスターズ』にて「モンスター・ゼロ」ことギドラとの戦いに勝利して"怪獣の王"となり、巨大怪獣たちを監視していた。
本作品では都市を放射熱線で焼き払うなど、人類への積極的な攻撃を行っており、モナークもその理由を掴めずにいる。

コング / KONG
髑髏島の生態系の頂点に君臨する超大型類人猿。本作品ではゴジラに匹敵する身長にまで巨大化している。
『Kingdom Kong』によると、2021年に髑髏島を襲撃したカマソッソを退けるも、呼び寄せられたギドラの嵐によって島の生態系が崩壊したため、モナークが島内に建設した第236前哨基地に収容されてきた。
孤児の少女・ジアと手話を通じて繋がりを持っており、かつて地下空洞世界にいた先祖たちが造ったゴジラの背鰭で出来た斧を手にゴジラと交戦する。

スカル・クローラー / SKULLCRAWLER
コングと並び、髑髏島の頂点捕食者として君臨する巨大爬虫類。
エイペックス・サイバネティクスの秘密研究所にて密かに養殖されており、その中にはかつてコングが倒したスカルデビルよりもさらに大型の個体がいるが、メカゴジラの性能テストで無残に殺されてしまった。

サイコ・バルチャー / PSYCHOVULTURE
髑髏島に棲息する翼竜に似た生物の子孫。獲物を集団で捕らえ、体を空中で引き裂いて餌食にした。コングの収容された第236前哨基地でも飼育されている。
ホロウ・アースにおいても、多数の個体が棲息している。

ウォーバット / WARBAT
ホロウ・アースに棲息する怪獣の一種。魚の鰭に似たフードを持つコブラのような姿をしている。
そのフードは特殊な重力下のホロウ・アースで滑空するのに使われるだけでなく、獲物を締め上げる際に顔を覆い窒息させるのにも役立つ。
- 当初設定されていた名前は「ノズキ (Nozuki)」だった。

ヘルホーク / HELLHAWK
ホロウ・アースに棲息する怪獣の一種。コウモリの体に猛禽類の頭部と脚を生やしたような外見をしている。
普段は洞窟などに棲息し、獲物を群れで襲う。

メカゴジラ / MECHAGODZILLA
エイペックスが対ゴジラ用に密かに開発してきた、ゴジラに酷似した超大型ロボット。
素体にはギドラの頭が使われており、精神リンク・テクノロジーによって起動する。
最大の欠点は既存のエネルギーでは最大出力の40%しか出せないことで、ウォルターと蓮はホロウ・アースから怪獣たちの力の源である新エネルギーを採集して解決しようと目論んだ。
- デザインは「ターミネーターシリーズ」のT-800からインスピレーションを得ている。

ギドラ
5年前にゴジラによって倒された、宇宙由来の外来種。「モンスター・ゼロ」とも呼ばれていた。
本作品では前作のラストでアラン・ジョナたちによって回収された頭部がエイペックス・サイバネティクスに売却され、メカゴジラ開発に利用された。
また『Kingdom Kong』にて、現在髑髏島を蝕んでいる嵐は、生前のギドラが太平洋上に発生させたものであり、その呼びかけに応じて復活したカマソッソが髑髏島に呼び寄せたことが判明している。

## スタッフ
- 監督 - アダム・ウィンガード[20]
- 製作 - トーマス・タル、ジョン・ジャシュニ、メアリー・ペアレント、ブライアン・ロジャーズ、アレックス・ガルシア、エリック・マクレオド
- 製作総指揮 - ジェイ・アッシェンフルター、ハーバート・W・ゲインズダン・リン、ロイ・リー、坂野義光、平謙二
- 脚本 - エリック・ピアソン、マックス・ボレンスタイン[20]
- 撮影監督 - ベン・セレシン
- 音楽 - ジャンキーXL
- 編集 - ジョシュ・シェーファー
- プロダクションデザイナー - オーウェン・パターソン、トム・ハンモック
- VFXスーパーバイザー - ジョン・"DJ"・デジャルダン
- 製作 - ワーナー・ブラザース、レジェンダリー・ピクチャーズ、東宝[20]
- 日本語吹替版
  - 演出 - 高橋正浩[16]
  - 翻訳 - 平田勝茂[16]
  - 日本語版制作 - ニュージャパンフィルム[16]
  - 主題歌 - MAN WITH A MISSION「INTO THE DEEP」(Sony Music Labels)

## 製作

### 企画
2015年9月、レジェンダリー・ピクチャーズが『キングコング:髑髏島の巨神』の共同製作のパートナーとしてユニバーサル・スタジオではなくワーナー・ブラザースを選んだことで、ゴジラとキングコングが共演する可能性がメディアで報じられた。10月にレジェンダリーはゴジラとキングコングが59年ぶりに共演する『ゴジラvsコング』を2020年5月29日公開予定であることを発表し、「秘密機関モナークを中心に」フランチャイズを作り上げ、「古いものと新しいもの、異なる巨大超生物種族の生態系の中でゴジラとレジェンダリーのコングを結集する」計画を立てているとコメントした。プロデューサーのアレックス・ガルシアは『ゴジラvsコング』について、「この映画は『キングコング対ゴジラ』のリメイクにはならない」と語っている。
2017年5月にはアダム・ウィンガードが監督を務めることが発表され、彼は製作準備のために歴代ゴジラ映画とキングコング映画を全て鑑賞し直した。ウィンガードは製作が中断されたピーター・ジャクソン版『キング・コング』の続編企画に監督として参加しており、そこでプロデューサーのメアリー・ペアレントと面識を得たことが『ゴジラvsコング』の監督に起用された理由ではないかと語っている。彼は『ゴジラvsコング』が現代を舞台とした作品であり、『ゴジラ キング・オブ・モンスターズ』のキャラクター数人と「よりたくましく、少し年老いたコング」が登場するだろうと語っている。彼は脚本を確認する前の段階から、ゴジラとコングの最終決戦の舞台として「シンセウェイヴスタイルの未来都市を背景とする」ことを考えていた。これはウィンガードがコンピューターゲームや1980年代の映画音楽を愛好していたためであり、こうしたイメージを採用したことについて「シンセウェイブのアルバムジャケットを用いて2大怪獣のバトルを描くにはどうすれば良いのか。私のビジョンは基本的にそこからスタートしたのです」と語っている。
美術監督にはトム・ハンモックとオーウェン・パターソンが起用され、2人は製作のために過去のゴジラ映画30作とキングコング映画7作を鑑賞している。2人は特に影響を受けた作品として『ゴジラvsモスラ』『ゴジラvsデストロイア』『シン・ゴジラ』を挙げており、この他に映画に登場する地底空洞と新怪獣を描くために『宇宙戦争』『エイリアン4』や古代文明を参照したと語っている。また、ウィンガードとハンモックは「今までにゴジラやキングコングが戦ったことのない場所」で戦わせる構想を抱いていた。

### 脚本

『キングコング対ゴジラ』では、自国のキャラクターを敗者にすることを避けたい日米のスタジオの協議によって、勝敗が描かれなかったと言われている。

2017年3月、レジェンダリーは『ゴジラvsコング』の脚本執筆のためにライターズ・ルームを設置してテリー・ロッシオがリーダーに就任し、パトリック・マッケイ、J・D・ペイン、リンゼイ・ビール、キャット・ヴァスコ、T・S・ノーリン、ジャック・パグレン、J・マイケル・ストラジンスキーがメンバーとして参加している。ロッシオが執筆した「詳細な脚本」は、第一稿の段階でレジェンダリーの承認を得た。彼はキャラクターたちがゴジラとコングの双方を危険な存在として誤認し、観客がゴジラとコングに偏った認識を持つようなストーリーを作り上げ、これについて「コングは自由な感情に潜在的に存在する危険性を思い起こさせ、ゴジラは自然の持つ根源的な力を象徴しています。この意味において、ゴジラとコングは対等な存在と言えます」と語っており、ライターズ・ルームについては「『ゴジラvsコング』で初めてライターズ・ルームの責任者を務めることになったが、素晴らしい経験でした。サンプルを読んだり、様々な脚本家と会ったり、グループで物語を形作ることはとても楽しかったです」と語っている。
ウィンガードはゴジラとコングの対決について、「勝者を決めたいと思っています。原作（『キングコング対ゴジラ』）はとても面白かったけど、勝敗が決まらなかったことを少し残念に感じています。人々は今でも勝者がどちらだったのか議論していますよ。だから、この映画を観た人々には勝者の存在を感じて欲しいんだ」と語っている。一方、彼は明確な勝者が存在すると同時に敗者が尊厳を維持できる結末を用意しており、「彼ら（ゴジラとコング）は互いに敬意を払うことが可能だ」と語っている。また、「人間のキャラクターだけではなく、怪獣たちにも感情移入して欲しいんだ。これは巨大怪獣の大乱闘映画なんだ。怪獣たちが互いに暴れ回るけど、最後には感情移入できるようにしたい。彼らに感情移入して欲しいんだ」とも語っている。
『ゴジラ キング・オブ・モンスターズ』の監督・脚本を手掛けたマイケル・ドハティと共同脚本家のザック・シールズは、同作の世界観やキャラクターを違和感なく登場させるために『ゴジラvsコング』の脚本修正に参加している。ドハティは『ゴジラvsコング』に登場する2大怪獣のうち、コングについて「コングと人間との間のとてもユニークで心暖まる瞬間」が描かれ、ゴジラについては人間との関係が「より暗示される」一方で優しさは表に現れないだろうと語っている。ドハティとシールズは「原案」、エリック・ピアソンとマックス・ボレンスタインは「脚本」としてクレジットされている。ピアソンとボレンスタインは脚本の合理化のために貢献した。ピアソンは巨大生物（タイタン）に挑む人間の愚かしさを暗示するために「泥酔者がショットガンで“ケナガマンモスのような怪獣”を殺そうとして押し潰される」というシーンを執筆していたが、最終稿には採用されなかった。

### キャスティング
2017年6月、チャン・ツィイーが「重要な役」としてシリーズに参加することが発表された。2018年6月にジュリアン・デニソンの出演と、ミリー・ボビー・ブラウンとカイル・チャンドラーが『ゴジラ キング・オブ・モンスターズ』に引き続き出演することが発表された。同時期にはレジェンダリーがフランシス・マクドーマンドに出演オファーを出していることが報じられている。同年7月にダナイ・グリラが出演交渉中であることが報じられ、同年10月にはブライアン・タイリー・ヘンリー、デミアン・ビチル、アレクサンダー・スカルスガルド、エイザ・ゴンザレス、レベッカ・ホールの出演が決定した。同年11月にはジェシカ・ヘンウィック、小栗旬、ランス・レディックの出演が決まった。小栗は当初撮影時期が重なっていた日本映画『罪の声』との兼ね合いで一度辞退していたが、制作サイドからの熱烈なオファーと『罪の声』の撮影時期を1か月ずらしたことにより、本作品に出演できることになり、ハリウッドデビューを果たした。複数のメディアは出演交渉中だったグリラの出演が確定したと報じていたが、最終的に彼女は出演しなかった。また、YouTuber・映画製作者のジェームズ・D・ロルフはウィンガードからカメオ出演のオファーを受けていたものの、次女の誕生などの事情を理由に出演を辞退している。
再撮影と編集が行われた結果、完成されたフィルムではランス・レディック、ジェシカ・ヘンウィック、チャン・ツィイー、小栗旬の出演シーンが大幅にカットされ、このうちジェシカ・ヘンウィックとチャン・ツィイーは出演シーンが全てカットされている。

### 撮影
2018年11月12日からハワイ州とオーストラリアでワーキングタイトル「Apex」として主要撮影が始まり、2019年2月に終了した。当初は2018年10月1日から撮影開始の予定だった。ハワイ州では戦艦ミズーリ、マノア滝、ダウンタウン・ホノルルで撮影を行い、撮影中は同年11月21日まで通行を停止させたカラカウア・ハイウェイ上にキャンプを設置し、現地人がエキストラやスタッフとして撮影に参加した。2019年1月からは、クイーンズランド州ゴールドコーストのヴィレッジ・ロードショー・スタジオで26週間かけて追加撮影が行われた。同州ではマイアミ州立高等学校でも撮影が行われたほか、ブリスベンのニューステッド、チャイナタウン、ウィッカム・テラス・カー・パークでも撮影が行われた。同年4月、ウィンガードはオーストラリアでの撮影が終了したことをInstagramで報告したほか、香港が最終ロケーション場所の一つであることや主要撮影が終了したことを公表した。その後、2021年2月19日にウィンガードはIMAX 3D版を観て、3D嫌いを自認しているにもかかわらず興奮したことをInstagramで報告した。
ウィンガードは可能な限り現地撮影を希望し、撮影可能なロケーション地がない場合のみセット撮影を行った。プロデューサーのエリック・マクレオドによると、ウィンガードが現地撮影にこだわったのは、「規模と範囲」を実際の場所で撮影することで表現するためだったという。ヴィレッジ・ロードショー・スタジオでの撮影では撮影スタッフの40%がウイルス感染したため（新型コロナウイルスとは無関係のウイルス）1週間撮影が中断したほか、撮影3日目にカメラマンが足を骨折し、別の日には撮影監督のベン・セレシンがクモに噛まれて入院するなどのトラブルが発生した。

### ポストプロダクション
ポストプロダクションの管理は共同プロデューサーのタマラ・ケントが担当した。VFXの製作にはムービング・ピクチャー・カンパニー、スキャンラインVFX、WETAデジタルが参加している。ケントによると当初は2社のみ参加の予定だったが、短い製作時間の中でVFXを製作するには2社では不足だったため3社体制に変更されたという。これ以前にはゴジラとコングのアニメーションを1社ずつ担当する体制も検討していたが、「製作上、無意味である」という理由で却下され、代わりに場所ごとに担当が決められた。ムービング・ピクチャー・カンパニーは香港シークエンスの一部、WETAデジタルは地下空洞世界の全シークエンス、スキャンラインVFXは水の描写と香港シークエンスの大半を手掛けることになった。VFXは2019年12月完成予定だったが、公開時期が2020年11月に延期されたため製作時間に余裕が生じた。ウィンガードによると、これによって「980もの複雑なエフェクトショット」を仕上げるための「柔軟性が生まれた」と語っている。

### 音楽
2020年6月、トム・ホーケンバーグ（ジャンキーXL）が映画音楽を作曲することが発表された。ホーケンバーグは「ゴジラフリーク」を自称するほどゴジラを愛好しており、個人的にゴジラを題材として音楽を作曲している。また、ホーケンバーグは2018年にウィンガードと出会った際に微修正した曲を演奏し、彼を魅了したという。作曲する際、ホーケンバーグは「この曲には地球上で最大のバスドラムが必要だと思うんだ」と主張して8フィート以上のバスドラムの製作を依頼したが、業者から「10フィートのバスドラムを覆うのに必要な大きさの牛は存在しない」と返答されたため、8フィートのバスドラムで妥協したと語っている。予告編ではリゲティ・ジェルジュの「レクイエム」、クリス・クラシックの「Here We Go」が使用されている。
2021年4月9日には、日本版主題歌がMAN WITH A MISSIONの「INTO THE DEEP」に決定した。

## マーケティング
2019年5月に開催されたライセンシング・エキスポでプロモーション用ポスターが初公開され、6月にはシネヨーロッパで映像が初公開された。同年8月にディスタプター・ビーム社が映画公開とタイアップしたモバイルゲームの開発を発表した。同年12月にComic Con Experienceで映像が公開され、インターネット上に流出した。
2020年1月、香港トイ&ゲームフェアで展示された関連フィギュアの画像がネット上に流出した。同年2月には東宝とレジェンダリーがグラフィックノベル、アートブック、小説、児童書の発売を発表し、プレイメイト・トイズ、バイオワールド、ルビーズ、ファンコ、60アウト、バーチャル・リアリティがライセンス認証を受けたことが発表された。同年4月にはゴジラとコングの新形態フィギュア、新怪獣「ノズキ」のフィギュア画像が流出した。同年7月にはプレイメイト・トイズのコンセプトアート画像がネット上で公開され、12月に開催されたComic Con Experienceではクリップが公開された。
2021年1月にはHBO Maxで映像が公開された。同月にはネット上でティザーポスターが初公開され、同時に予告編公開日も発表された。同月24日に予告編が公開され、YouTubeでは公開24時間で再生回数1500万回を記録した。予告編ではメカゴジラの存在が示唆されているうえ、スーパーXのような機体やヘビのような怪獣も登場している。2月8日には独自カット入りの日本版予告がネット上で先行公開され（全国の劇場では2月11日から順次上映予定）、日本での劇場公開日が5月14日であることが発表された。3月1日には航空母艦での激突シーンを中心とした40秒間の本編映像が、IGNで公開された。3月2日にはアメリカより5日早く上映開始予定である中国での専用ポスター2種が、公式Twitterで公開された。3月7日には、ゴジラとキングコング以外にも新怪獣が登場することや「サプライズ」が多くあることなどが、トータル・フィルムで発表された。3月13日には、ゴジラとキングコングが上下で顔を対峙する構図のIMAX版ポスターが、IGNで独占公開された。3月16日には、ゴジラとキングコングが香港の街並みで対峙する日本限定ポスターが、芹沢蓮役の小栗旬のコメントと共に公開された。3月20日には、ゴジラとキングコングの戦いに焦点を当てた予告編が、サウス・バイ・サウスウエストで公開された。3月22日には、以前から示唆されていたメカゴジラの登場を、ウィンガードが自身のInstagramを通じて正式に認めた。

## 公開
アメリカ合衆国では2021年3月31日の劇場公開と同時に動画配信サービスのHBO Maxでの同時配信（1ヶ月間の独占配信）が予定されており、HBO Maxサービスが実施されていない海外市場では3月26日の公開を予定している。配給はワーナー・ブラザースが担当するが、日本のみ東宝が配給を担当し、当初は2021年5月14日に公開する予定となっていたが、新型コロナウイルス感染症流行の影響で公開が7月2日に延期となった。
当初、公開日は2020年3月13日の予定だったが、5月22日、5月29日、11月20日に変更された後、新型コロナウイルス感染症流行の影響で2021年5月21日に延期されたが、2021年1月の時点で公開日が前倒しされ、同年3月26日となった。しかし、1月27日にはアメリカのみ3月31日に繰り下げられた一方、HBO Maxサービスが実施されていない海外各国では3月26日のままの公開予定であることが報じられた。2020年2月に実施されたテスト上映では「おおむね好意的な」反応を得たとワーナー・ブラザースは発表した。
公開を巡り、2020年11月にハリウッド・リポーターはストリーミング配信が検討されていることを報じた。報道によるとNetflixが配給権獲得のため2億-2億5000万ドルを提示していたが、ワーナーメディアがHBO Maxでの独占配信案を支持したため、Netflixとの交渉が打ち切られた。ワーナー・ブラザースは劇場公開も同時に行うことを表明し、ワーナーメディアCEOジェイソン・キラールとワーナー・ブラザース会長アン・サルノフは『ワンダーウーマン 1984』と同様に劇場とストリーミング配信での同時公開を検討していた。同年12月、ワーナー・ブラザースは『ゴジラvsコング』を含めた2021年公開予定の映画を劇場とHBO Maxでのストリーミング配信の同時公開する方針を発表した。
方針発表の1週間後、バラエティ誌とDeadline.comはレジェンダリーや投資家、バックエンド契約を結んでいる俳優がワーナー・ブラザースの方針に不快感を抱いていることを報じた。レジェンダリーは『ゴジラvsコング』『DUNE/デューン 砂の惑星』に製作費を出資しているにもかかわらず配給戦略の発言権を与えられず、同時公開の方針も事前通知されなかったと主張している。同社はワーナー・ブラザースと協議を行う予定だが、ワーナー・ブラザースに対する法的措置も検討していると報じられている。2021年1月、ハリウッド・リポーターによると両社の間で同時公開の方針で合意したため、法的措置は回避されたという。

## 評価

### 興行収入
アメリカ公開の1週間前に世界38か国で公開され、5日間の興行収入は7,000万ドルを見込んでいた。中国では5,000万ドルの興行収入を見込んでおり、公開初日に2,150万ドルを記録した。2021年3月27日に海外公開週末興行収入が9,000万ドルを突破する見込みとなり、4月2日には当初予想を上回る1億2,310万ドルとなり、新型コロナウイルス流行後に公開されたハリウッド映画として最高額を記録した。主要海外市場の興行収入はそれぞれ中国6,920万ドル、メキシコ650万ドル、オーストラリア630万ドル、ロシア590万ドル、台湾530万ドル、インド490万ドル、タイ王国330万ドル、韓国280万ドル、ベトナム250万ドル、マレーシア210万ドル、スペイン170万ドル、インドネシア85万ドルとなっている。4月5日には、全世界興行収入が2億8,540万ドル、4月12日には全世界興行収入が3億5,780万ドル、4月19日には全世界興行収入が3億9,020万ドルに到達した。4月26日には全世界興行収入が4億660万ドルに到達した。
北米市場では公開5日間の興行収入を2,300万ドル（新型コロナウイルス流行前は6,800万ドル）と見込んでいた。公開初日は2,409劇場で960万ドルを記録し、新型コロナウイルス流行後のハリウッド映画としては最高額を記録した。公開2日目の興行収入が670万ドルを記録したため、公開5日間の興行収入予測を3,000万から4,000万ドル程度に変更した。金曜日までに3,064劇場で上映され、公開3日間で3,160万ドル、公開5日間で4,810万ドルを記録し、新型コロナウイルス流行後の公開週末興行成績としては最高額を記録した。Colliderは『ゴジラvsコング』の興行成績は「ポジティブな口コミ」による観客動員が理由と分析している。公開第2週末の興行収入は1,390万ドルを記録して興行成績第1位を維持し、『TENET テネット』の記録（5,850万ドル）を抜いて新型コロナウイルス流行後のアメリカ公開作品として最高額を記録した。4月12日にはアメリカの累計興行収入が6,950万ドルを記録した。6月20日までに『ゴジラvsコング』は、『クワイエット・プレイス 破られた沈黙』に続いて北米で興行収入1億ドルを超えた映画となった。
日本では7月3日、4日の興行収入が4億6,400万円、観客動員数は29万3,000人を記録し、公開3日間の興行収入は6億円を超え、観客動員数は39万人を記録している。公開第2週末の興行収入は2億3,900万円、観客動員数は15万4,000人を記録し、累計興行収入は11億円を超えた。公開第3週末の興行収入は1億1,400万円、観客動員数は7万5,000人を記録し、累計興行収入は14億円となった。

### 批評
『ゴジラvsコング』は批評家から好意的な評価を受けている。公開前の2021年3月23日には、本国の批評家やジャーナリストたちが先行して鑑賞し、「シリーズ最高傑作」との声が上がる一方で人間パートには懸念が寄せられた。Rotten Tomatoesでは370件の批評が寄せられ批評家スコア75%、観客スコア91%となっており、「『ゴジラvsコング』は、巨大怪獣バトルに期待されているあらゆるスペクタクルを満たすため、キャラクター設計や人間ドラマを排除している」と評価されている。Metacriticでは57件の批評が寄せられメタスコア59、ユーザースコア6.8となっている。CinemaScoreではモンスターバース作品史上最高のA評価に認定され、ポストトラックでは86&の評価となっている。IMDbの評価は星6.5になっている。
シカゴ・サンタイムズのリチャード・ローパーは3/4の星を与え、「『ゴジラvsコング』は鑑賞した後すぐに内容を忘れてしまうような映画だが、鑑賞中は人生の何もかもを忘れてしまうような映画でもある」と批評している。トータル・フィルムのジェイミー・グラハムは3/5の星を与え、「1963年の『キングコング対ゴジラ』以来、これら有名なモンスターたちがスクリーンを共有し、巧妙に振り付けられた一連のバトルを見ると本当に衝撃を受けるが、同時に地元の映画館のスクリーンが30フィートの高さであればと思わずにはいられない」と批評している。
TheWrapのアロンソ・ジュラルデは、「確かに、誰もが深い人間描写や精巧な物語、あるいは環境や工業化のメタファーを求めて映画を観るわけではありません。ですが、それらは怪獣バトルの間を埋めるのに便利で、その描写がないと寂しく感じるのです」と批評しており、モンスターバースが「怪獣バトル以外の全ての描写を放棄した」と指摘している。エンパイア誌のジョン・ニュージェントは2/5の星を与え、「『ゴジラvsコング』は巨大モンスターが別の巨大モンスターと戦うという約束をほぼ果たしている。ただし、その巨大モンスターバトルの周りにある余りにも酷い設定に耐えられるかどうかが問題だ」と批評している。ジ・エイジではジェイク・ウィルソンが2.5/5の星を与え、「この大騒動を監督したアダム・ウィンガードは、ウィットに富んだ残酷な低予算ホラー映画監督としてキャリアを始め、スタジオの雇われ監督になりました。彼のかつての個性はどこにも見られませんでした」と批評している。

### 受賞・ノミネート
| 映画賞                               | 部門                               | 対象 | 結果       | 出典            |
| ------------------------------------ | ---------------------------------- | --- | ---------- | --------------- |
| 第47回ピープルズ・チョイス・アワード | アクション映画賞                   | ゴジラvsコング | ノミネート | [ 143 ] [ 144 ] |
| 第20回視覚効果協会賞                 | 長編映画部門視覚効果賞             | - ジョン・"D・J"・デス・ジャルダン - タマラ・ワッツ・ケント - ブライアン・ヒロタ - ケヴィン・スミス - マイク・マイナルダス                                   | ノミネート | [ 145 ]         |
| 第20回視覚効果協会賞                 | CG映画部門バーチャル撮影賞         | - ショーン・ハル - ロバート・ウィース - スティーヴン・トム - エリック・ペティ - （洋上戦闘シークエンス）                                                     | ノミネート | [ 145 ]         |
| 第20回視覚効果協会賞                 | 長編映画部門効果シミュレーション賞 | - ジョナサン・フライシャー - ナウエル・アルベルト・レティシア - エロイ・アンダルス・フーラ - セイサナ・リンタラミー - （海水及び戦闘シークエンスの破壊描写） | ノミネート | [ 145 ]         |
| 第26回サテライト賞                   | 視覚効果賞                         | - ジョン・"D・J"・デス・ジャルダン - ブライアン・ヒロタ - タマラ・ワッツ・ケント - ケヴィン・スミス                                                          | ノミネート | [ 146 ]         |
| 50周年記念サターン賞                 | SF映画賞                           | ゴジラvsコング | ノミネート | [ 147 ]         |
| 50周年記念サターン賞                 | 特殊効果賞                         | - ジョン・"D・J"・デス・ジャルダン - ブライアン・ヒロタ - ケヴィン・スミス - マイク・マイナルダス - ピエール・ルフェーヴル                                   | 受賞       | [ 147 ]         |

## 続編構想
2019年3月、アレックス・ガルシアは「レジェンダリーは映画が成功すればモンスターバースの新作を製作する意思がある」と明かした。2021年2月にはウィンガードがシリーズの継続について「将来的に映画が向かう潜在的な行き先は分かっている」と発言しており、さらに「モンスターバースは岐路に立たされており、観客が継続の意思を表明するべき段階にあります」と語っている。2021年4月にはレジェンダリーCEOのジョシュア・グロードが続編について「いくつものアイディアがある」と発言し、Twitterでは「#ContinueTheMonsterVerse」のハッシュタグがトレンド入り、『キングコング:髑髏島の巨神』の監督ジョーダン・ヴォート＝ロバーツもシリーズ継続を支持した。同月27日にはハリウッド・リポーターが1作またはそれ以上のシリーズ新作の企画に着手したと報じ、ウィンガードとは監督続投の交渉に入る可能性を示唆した。また、新作のタイトルとして「Son of Kong」が候補に挙がっているとも報じている。

## 関連コミック
グラフィックノベルが2冊発売されており、両作とも本作品の前日譚となる2021年を舞台とした物語が描かれている。
『ゴジラ：ドミニオン（GODZILLA DOMINION）』
2021年5月8日にヴィレッジブックスから発売された。脚本はグレッグ・キーズ、作画はドリュー・エドワード・ジョンソン、日本語訳は石川裕人。ISBN 978-4-86491-508-3
『ゴジラ キング・オブ・モンスターズ』の後、怪獣王としての責務を果たしていくゴジラがコングの存在を知るという物語が描かれる。
『キングダム・コング（Kingdom Kong）』
国内未発売となるグラフィックノベル。
ギドラによって復活した怪獣・カマソッソとコングの戦い、劇中では描かれなかった髑髏島とジアたちイーウィス族を襲った悲劇が描かれる。

## Blu-ray/DVD
日本国内では東宝よりBlu-ray DiscとDVDが発売。海外ではワーナー・ブラザーズが販売。
- Blu-ray
  - ゴジラvsコング 2枚組 品番：TBR31233D 発売日：2021年11月3日
  - ゴジラvsコング 完全数量限定生産 4枚組 ムービーモンスターシリーズ GODZILLA VS. KONG SPECIAL SET 同梱 品番：TBR31231D 発売日：2021年11月3日
  - ゴジラvsコング 4K Ultra HD Blu-ray 3枚組 品番：TBR31232D 発売日：2021年11月3日
- DVD
  - ゴジラvsコング 2枚組 品番：TDV31234D 発売日：2021年11月3日